# Josef Mildenberger
Josef Mildenberger (* 16. April 1905 in Schwalbach-Derlen, Kreis Saarlouis; † 1959 in Saarbrücken) war Maurer, Opfer des Nationalsozialismus und später Politiker der Sozialdemokratischen Partei des Saarlandes sowie nach deren Selbstauflösung 1956 der Sozialdemokratischen Partei Deutschlands.
Schon früh engagierte sich Mildenberger auf politischer Ebene: Mit 18 Jahren wurde er Mitglied der Sozialistischen Arbeiter-Jugend (SAJ), 1925 war er Gründungsmitglied des Reichsbanner Schwarz-Rot-Gold im Saargebiet, eine Art sozialdemokratische Schutzorganisation, die in Zeiten von Ruhrbesetzung und Hitlerputsch gegen Gewalt und Radikalisierung vorzugehen gedachte. Mit Erreichen seiner Volljährigkeit wechselte Mildenberger 1925 von der SAJ zur SPD.
1932 wurde Mildenberger nach Auseinandersetzungen mit der Sturmabteilung (SA) verhaftet und zu vier Monaten Gefängnis verurteilt. In den Jahren 1934/35 war er persönlicher Leibwächter von Max Braun, seinerzeit Vorsitzender der SPD im Saargebiet.

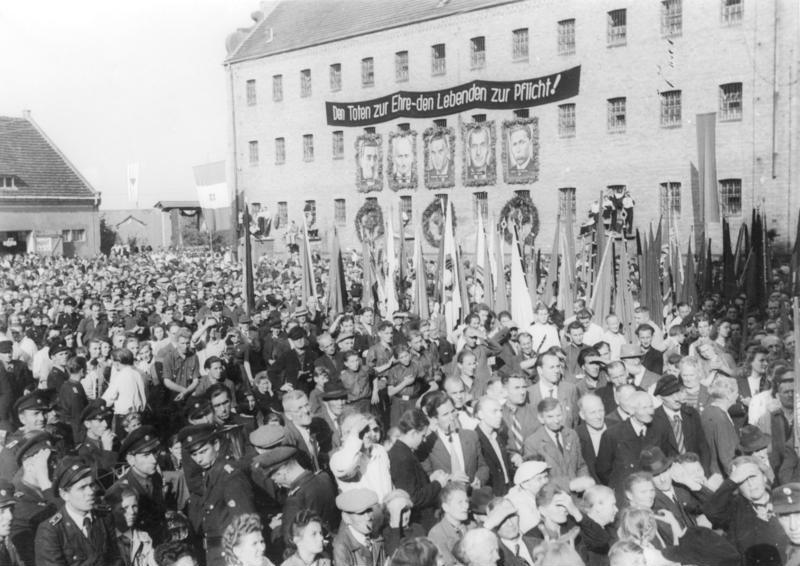
Kundgebung der VVN im ehemaligen Konzentrationslager und Zuchthaus Lichtenburg 1949

Nach der „verlorenen“ Saarabstimmung am 13. Januar 1935 floh Mildenberger zusammen mit Braun nach Frankreich, kehrte aber bereits im April allein zurück. Sein Chef Braun blieb bis Kriegsende im Exil. Diese Episode veranlasste die Gestapo zu Vernehmungen, die schließlich 1936 zu seiner Verhaftung führte (Untersuchungshaft in der Lerchesflur). Schließlich wurde über ihn Schutzhaft verhängt, die ihn bis 1945 Häftling in Konzentrationslagern werden ließ. Zunächst kam er Ende 1936 bis Juli 1937 ins KZ Lichtenburg, das eines der ersten und als „Konzentrationslager für männliche Schutzhäftlinge“ im Schloss Lichtenburg (ehemaliger Sitz des Kurfürstentums Sachsen) eingerichtet worden war. Mit Fertigstellung des KZ Buchenwald 1937 wurden sämtliche Insassen des KZ Lichtenburg dorthin verlegt. Mildenberger erhielt die Häftlingsnummer 430 und wurde 1938 Kapo Fliesenleger, später im Baukommando im Außenlager Kassel. Über diese Zeit liegen Aufzeichnungen über Verfehlungen seines Bewachers, des Höheren SS- und Polizeiführers Josias zu Waldeck und Pyrmont, vor.
Gegen Ende des Zweiten Weltkriegs erkrankte Mildenberger an Fleckfieber und kehrte in das inzwischen wieder französisch besetzte Saarland zurück. Für die 1946 gegründete SPS übernahm er den Vorsitz im Ortsverband St. Johann. Neben dieser rein politischen Funktion übernahm er für die Vereinigung der Verfolgten des Naziregimes (VVN) deren Leitung in Saarbrücken. Wegen schwerer gesundheitlicher Probleme, die seiner langjährigen Haft zuzuschreiben sind, zog er sich 1955 als allen Ämtern zurück.